# Kiss Ernő (irodalomtörténész)
Kiss Ernő, álnevei: Marosi Oszkár, Sziniszter (Makó, 1868. július 29. – Vác, 1931. november 8.) magyar piarista szerzetes, tanár, irodalomtörténész.

## Életpályája
Szülei: Kiss Antal és Kubina Judit voltak. Iskoláit szülővárosában kezdte és Temesvárt folytatta; itt a gimnázium VI. osztályát elvégezvén, 1885. augusztus 27-én a kegyestanítórendbe lépett. Középiskolai tanulmányait a Vácon eltöltött próbaév után a kecskeméti római katolikus főgimnáziumban végezte, majd a hittudományokat a kegyesrend nyitrai papnevelőintézetében hallgatta. 1890-től a Budapesti egyetemen tanult, ahol a magyar és latin nyelvből doktori oklevelet szerzett, 1894. február 22-én pedig tanári oklevelet nyert. Tanárkodását a kegyesrend budapesti főgimnázsiumában kezdte, majd a váci főgimnáziumnál folytatta. Később a nagykanizsai római katolikus főgimnázium tanára volt. Miután a rendből kilépett, 1901–1929 között a kolozsvári unitárius gimnáziumban tanított. Több ízben volt tanulmányúton Olaszországban, Németországban és az USA-ban. 1908–1913 között az Erdélyi Lapokat, 1920-ban az Erdélyi Irodalmi Társaság Almanachja 1921-re című kiadványt szerkesztette, munkatársként működött az Erdélyi Múzeumnál és a Pásztortűznél. A folyóiratokban és könyvkötetben is számos irodalomtörténeti tanulmánya jelent meg. Lefordította Benedetto Croce Esztétikáját (Budapest, 1917), kiadta Petőfi Sándor összes költeményeit (Kolozsvár, 1922) és Arany János Toldiját (Kolozsvár, 1924).

## Művei
- Verstechnikánk fejlődése a múlt század végén (Budapest, 1892)
- Vörösmarty Mihály (Nagykanizsa, 1900)
- Mikszáth Kálmán (Kolozsvár, 1910)
- Dávid Ferenc (Kolozsvár, 1910)
- Shakespeare és Vörösmarty (1911)
- Szemere Bertalan (Kolozsvár, 1912)

## Műfordításai
- Benedetto Croce: Esztétika (Budapest, 1917)